# Peter Adamson
Pour les articles homonymes, voir Adamson.
Peter Scott Adamson, né le 10 août 1972, est un philosophe universitaire américain. Il enseigne la philosophie de la fin de l'Antiquité et du monde islamique à l'université Ludwig Maximilian de Munich et la philosophie ancienne et médiévale au Kings College de Londres. Outre des articles, des monographies et divers ouvrages, son activité comporte l'animation d'un podcast hebdomadaire History of Philosophy Without Any Gaps (Histoire de la philosophie sans lacunes), dépassant les 25 millions de téléchargements en 2019, également diffusé sous forme d'une collection de livres. Le podcast couvre en 400 épisodes diverses périodes historiques de la philosophie, de la philosophie pré-socratique à la philosophie de la renaissance, avec des séries spéciales sur la philosophie indienne (avec comme co-auteur Jonardon Ganeri), la philosophie africaine (avec comme co-auteur Chike Jeffers) et la philosophie chinoise (prévue, avec comme co-auteur Karyn Lai).
Ses travaux sont récompensés par le prix Philip Leverhulme en 2003.

## Biographie
Il obtient un bachelor du Williams College avec mention summa cum laude en 1994 et un Ph. D. de l'université de Notre-Dame en 2000. La même année, il entame une carrière d'enseignant au  King's College de Londres, où il est nommé professeur de philosophie ancienne et médiévale en 2009. En 2012, il est nommé, sur un poste conjoint, professeur de philosophie ancienne et arabe tardive à l'université Ludwig Maximilian de Munich.

### Vie privée
Il vit à Munich avec sa femme bavaroise et ses enfants. Il parle couramment l'anglais et l'allemand et peut également travailler sur des textes en grec ancien, arabe, latin, français, espagnol, italien et plus récemment persan. Bien que se déclarant lui-même athée il préconise de respecter les religions comme inséparables de la philosophie, considérant la pensée religieuse comme « philosophiquement fascinante et féconde ». Dans une interview en 2019, il déclare : « Si je pouvais vivre dix fois, j'aimerais passer neuf de ces vies à me spécialiser dans différents domaines de l'histoire de la philosophie ».

## Travaux

### Histoire de la philosophie sans lacunes
Adamson est l'animateurs des podcasts History of Philosophy without any gaps (Histoire de la philosophie sans lacunes) qui ont débuté en 2010  et se poursuivaient toujours en 2020. Il y passe en revue les philosophes et les traditions philosophiques à travers l'histoire. En 2014, ces podcasts avaient totalisé plus de quatre millions de téléchargements, comptaient des milliers d'abonnéset avaient fait l'objet d'une série d'adaptations en librairie en plusieurs tomes. Le premier, intitulé Classical Philosophy: A history of philosophy without any gaps (Philosophie classique: Une histoire de la philosophie sans lacunes) est publié en 2014,. Le deuxième volume Philosophy in the Hellenistic and Roman Worlds: A History of Philosophy Without Any Gaps ( Philosophie dans les mondes hellénistique et romain : une histoire de la philosophie sans lacunes), paraît en 2015 et couvre la période postérieure à Aristote jusqu'à la mort de saint Augustin ,. Le troisième tome de la série Philosophy in the Islamic World: History of Philosophy Without Any Gaps (Philosophie dans le monde islamique : histoire de la philosophie sans lacunes) est consacré aux traditions philosophiques du monde islamique, y compris les philosophes musulmans, juifs et chrétiens,.
L'objectif déclaré de ces publications est de raconter l'histoire de la philosophie « d'une manière divertissante mais pas trop simplifiée ». Un contributeur du  Times of Israel, Daniel J. Levy, qualifie les podcasts de « populaires, amusants et faciles à écouter » . Levy a également révisé le troisième livre La philosophie dans le monde islamique et en loue la présentation et sa large couverture . Bruce Fleming, passant en revue Philosophie dans les mondes hellénistique et romain pour The Washington Free Beacon, loue le livre pour être plein de résumés clairs des sujets ainsi que pour l'utilisation de calembours grinçants et de jolies allusions à notre époque . Malcolm Thorndike Nicholson de Prospect, passant en revue le premier livre de Philosophie classique, a critiqué les jeux de mots comme "un problème" et a critiqué en général le livre pour sa "prose douloureuse" et pour avoir des chapitres "moins complets et moins intéressants" que l'article de Wikipédia correspondant.

### Autres
Outre la série History of Philosophy, Adamson est l'auteur de The Arabic Plotinus: a Philosophical Study of the 'Theology of Aristotle' (Le Plotin arabe : étude philosophique de la « théologie d'Aristote »), publié en 2002, où il analyse ce que l'on appelle la  théologie d'Aristote, et de Great Medieval Thinkers: al-Kindi (Grands penseurs médiévaux: al-Kindi) consacré au philosophe islamique Al- Kindi, publié en 2007. En 2014, il a publié au moins 40 articles et édité ou co-édité au moins neuf livres, principalement sur la philosophie dans le monde islamique et sur la philosophie ancienne. Avec Richard C. Taylor, il est co-éditeur du Cambridge Companion to Arabic Philosophy.
Il est également apparu sur BBC Radio, plusieurs fois notamment comme invité de l'émission In Our Time, et sur l' Australian Broadcasting Corporation, pour discuter de ses domaines de travail en histoire de la philosophie.

## Récompenses
Il reçoit le prix Philip Leverhulme en 2003 pour « les résultats de recherche exceptionnels de jeunes chercheurs brillants et prometteurs  dans des institutions britanniques » ,. En 2010, il se voit attribuer une subvention de près de 250 000 £ de cette institution .